# شعب تيوي

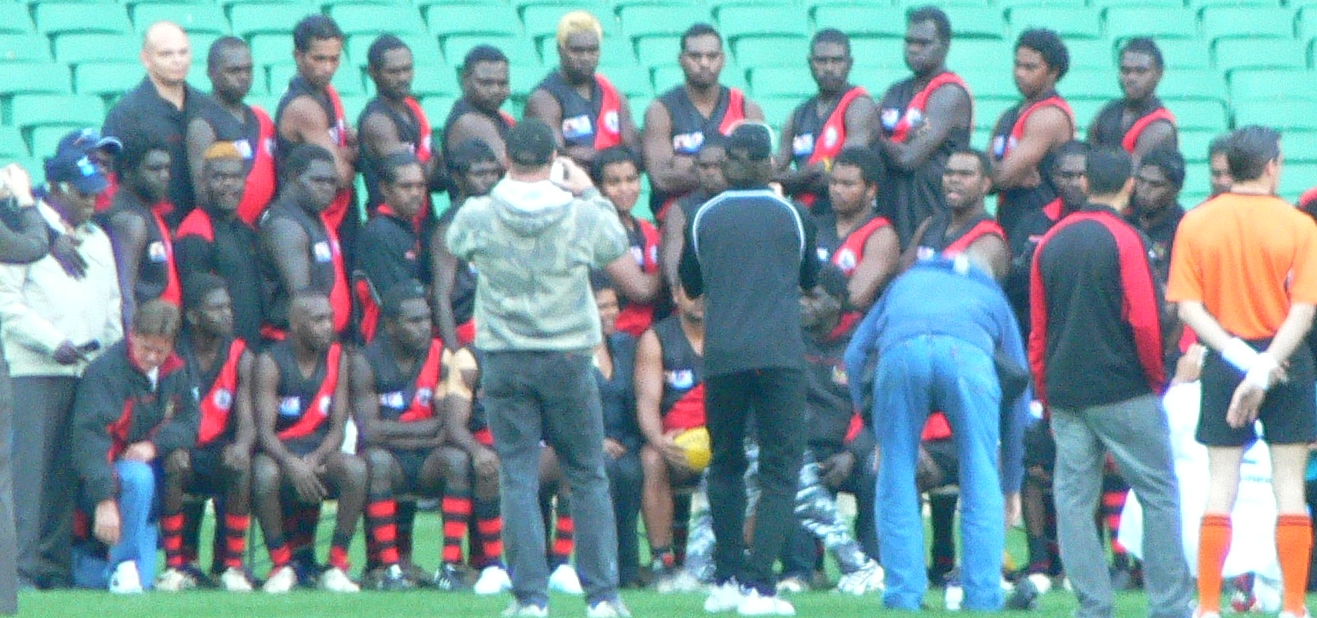

شعب تيوي (أو تونوفيفي، Tunuvivi) (بالإنجليزية: Tiwi people) أحد جماعات الشعوب الأصلية العديدة في أستراليا. يعيش نحو 2000 من شعب تيوي على جزيرتي باتهيرست وملفيل اللتين تشكلان جزر تيوي التي تبعد حوالي 48 كيلومترًا (30 ميل) عن داروين. لغة التيوي لغة معزولة، دون أي صلة واضحة بلغات أرض أرنهيم على البر الرئيسي الأسترالي. يقوم مجتمعهم على النسب الأمومي، ويلعب الزواج دورًا بالغ الأهمية في العديد من جوانب الحياة. يشكل الفن والموسيقى جزءًا لا يتجزأ من طقوسهم المجتمعية والروحية. شهدت الأجيال المسروقة جَلْبَ العديد من السكان الأصليين إلى جزر تيوي ممن لم ينحدروا مباشرةً من أصل تيوي.

## اللغة
لغة تيوي، أكثر اللغات الأسترالية تعددًا في التراكيب. لغة معزولة دون وجود صلة وراثية واضحة مع اللغات المتجاورة في أرض أرنهيم على البر الرئيسي الأسترالي.

## البلد والتاريخ
عقد شعب تونوفيفي السيطرة على ما يقرب من 8000 كيلومتر مربع (3100 ميل مربع) في جزيرتي ملفيل وباتهيرست. تقع جزر تيوي على بعد نحو 80 كيلومتر (50 ميل) من داروين، وتبلغ مساحة جزيرتي ملفيل وباتهيرست نحو 8344 كيلومتر مربع (3,222 ميل مربع). ثمة جزيرتان مسكونتان كبيرتان، وهما ملفيل وباتهيرست ، ويطلق عليها في الأصل راتواتي ينجارا (وتعني «جزيرتان») إلى جانب العديد من الجزر الصغيرة غير المأهولة. تقع معظم الجزر الصغيرة بالقرب من ملفيل وباتهيرست، ولكن كولانغانا (جزيرة فيرنون الجنوبية الغربية) تبعد أقل من 5 كيلومترات (3.1 ميل) عن ساحل البر الرئيسي الأسترالي. أصبحت جزر تيوي الآن جزءًا من الإقليم الشمالي لأستراليا.
رسا المستكشفون الهولنديون على جزيرة ملفيل في عام 1705، ولكنهم لم يستعمروا الجزيرة آنذاك ولا في رحلاتهم اللاحقة. بعد محاولة فاشلة من قبل البريطانيين في عام 1824، لم يستوطنها الأوروبيين حتى وصول المبشرين الألمان عام 1911. شهدت الأجيال المسروقة جَلْبَ العديد من السكان الأصليين إلى جزر تيوي ممن لم ينحدروا من أصل تيوي المباشر.

## القرابة
ينحدر شعب تيوي من مجموعة من النسب الأمومي يطلقون عليها اسم «الجلد». هذه المجموعة من «الجلد» تعتقد أن الحمل يأتي من الأرواح. ويعتقد التيوي أن هذه الأرواح غير مولودة، إنما قادمة من المسطحات المائية. ويشرح نظام المعتقدات التقليدي هذا انعدام دور الرجل الجسدي في الولادة، ولكن دور الذكر هو إيجاد الروح والكشف عنها، كي تُرسل إلى الزوجة (الرسومات الثقافية، 237). يجب أن تكون عشيرة الأقارب هي نفسها بالنسبة للروح والزوجة. كل أعضاء تيوي تجمعهم صلة قرابة عامة. وهذا ينقسم إلى القرابة «القريبة» و «البعيدة» التي تشير إلى المسافة الجغرافية بين شعب تيوي. وحدة الفئة أصغر وتعتمد فقط على جنس أو زواج بعض الأشخاص. وهذا يعني أن الأشخاص مثل الأم أو الأب أو الزوج يُعتبرون من أقاربك المقربين (الرسومات الثقافية، 238). الوحدات الأصغر للفئات تعتمد على جنس واحد أو زواج واحد فقط. أي شخص ضمن هذه الفئة يعتبر أقرب أقاربك: مثل الأم والأب والأخت والأخ (الرسومات الثقافية، 238). وبعد ذكر هذا، فإن القبول في مجتمع تيوي يُعتبر غير محكم في كثير من الأحيان، إذ يطلق أعضاء تيوي التقليديون على القادمين الجدد في المجتمع اسم «ابن» و«ابنة» (فينبروكس، 13). ويُعرف هذا باسم القرابة «البعيدة» حيث ماتزال الأعراق الأخرى تعتبر في كثير من الأحيان دخيلة على شعب تيوي التقليدي (الرسومات الثقافية، 238).